# 科爾奈利烏斯·奈波斯

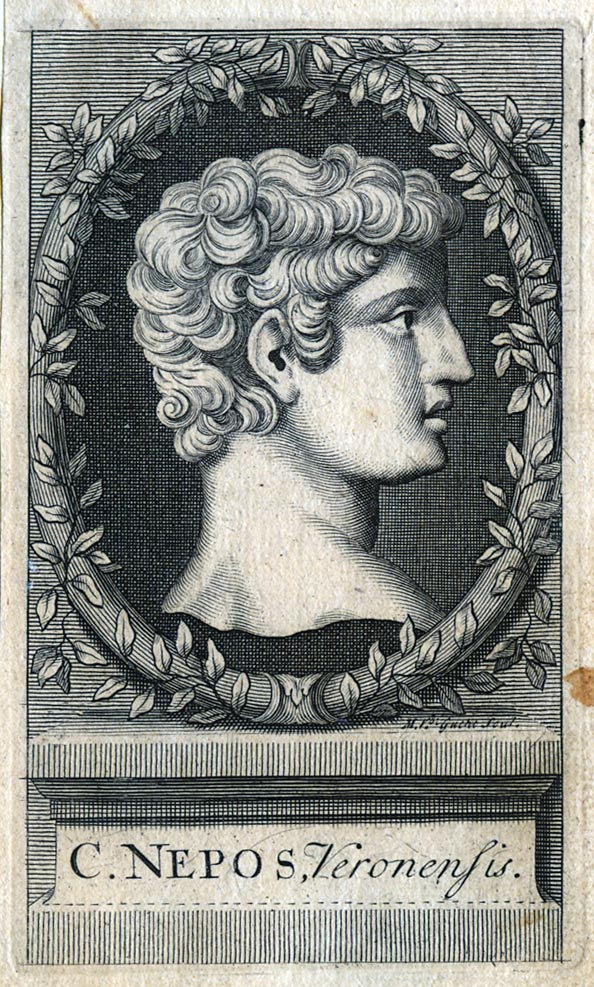

科爾奈利烏斯·奈波斯（拉丁語：Cornelius Nepos，约100 BC－约25 BC，或譯康涅利烏斯·尼波斯）是古罗马的传记作家。出生于山南高卢的小镇荷斯提利亚（Hostilia，今奥斯蒂利亚）。对其高卢血统，古罗马作家屡有提及。罗马著名作家老普林尼曾在其著名的《自然史》中把他称为Padi accola （波河的居民） 。奈波斯是古典文学上重要的文学人物，其传记作品早在奥古斯都时代就开始获得赞誉。他是罗马诗人卡图卢斯的朋友；后者在其诗集的第一卷开篇中将其作品献给尼波斯：
|  | Iam tum, cum ausus es unus Italorum omne aevum tribus explicare cartis. 因为在所有意大利人之中， 唯有你敢于将整个时代用三卷书写下。 |

## 作品
尽管奈波斯在生前便受到不少赞誉，但其作品几乎全部失佚了。因此对于奈波斯作品的了解几乎全都来源于其他罗马作家的引用和提及。其中一个重要的例子是格利乌斯的《阿提卡之夜》。奈波斯现知的作品包括：
- 《事纪》（Chronica）。有观点认为卡图卢斯在其开卷诗中提到的就是此作；奥索尼乌斯也在其信件中提及此书；格利乌斯也曾在《阿提卡之夜》中提及。
- 《名人传》（De Viris Illustribus）。格利乌斯引用了此书的一个关于老卡托的事迹。
- 《西塞罗传》（De Vita Ciceronis）。格利乌斯曾纠正其一个错误。[3]
- 致西塞罗的书信（Epistulae ad Ciceronem）。其中一部分因为拉克坦尼乌斯的引用而保留下来。

小普林尼曾提及其诗歌作品。奈波斯本人也在《迪昂传》（Dion） 中提到了自己的作品《论历史家》（De Historicis）
奈波斯唯一的现存作品是《外族名將傳》（Excellentium Imperatorum Vitae，或译《名将传》)，在奈波斯近400年后的狄奧多西一世时期出版。当时狄奧多西皇帝的语法老师普罗布斯（Probus）把奈波斯的作品和一首拉丁文诗一起献给皇帝，并假称是自己先辈所作。尽管这个说法漏洞百出（比如，此书号称是献给狄奧多西本人，但前言在对一个叫“阿提库斯”的人致辞），但还是没有人怀疑他就是作者本人。 后世学者在西塞罗的信件手稿中发现了老卡托和阿提库斯的传记，并把它加入到当时的其他传记之中，尽管作者声称自己就是阿提库斯的同时代人，并且手稿上也清除地写着“E libro posteriore Cornelii Nepotis”（出自科爾奈利烏斯·奈波斯的最后一本书）。直到1569年的版本中，编者才通过文本分析的方式确定了所有的作品都是奈波斯所写，而非普罗布斯。这个看法受到了一些近世学者的挑战。尽管《阿提库斯传》肯定是奈波斯独自所写，但可能在编辑尼波斯作品的时候，普罗布斯也编辑了文本。